# Victor Duvant
Victor Emmanuel Duvant (Valenciennes, Nord, 3 de març de 1889 – Valenciennes, 13 de setembre de 1963) va ser un gimnasta artístic francès que va competir en els anys posteriors a la Primera Guerra Mundial.
El 1920 va prendre part en els Jocs Olímpics d'Anvers, on guanyà la medalla de bronze en el concurs complet per equips del programa de gimnàstica.